# Phương ngữ tiếng Việt
Ngôn ngữ hình thành từ cuộc sống và phản ánh cuộc sống của từng địa phương khác nhau về kinh tế, văn hóa sẽ khác nhau. Ở Việt Nam, chủ yếu có ba vùng phương ngữ chính: phương ngữ Bắc (Bắc Bộ), phương ngữ Trung (Bắc Trung Bộ), phương ngữ Nam (Nam Trung Bộ và Nam Bộ). Người Kinh ở ngoài Việt Nam cũng có phương ngữ riêng, ví dụ như tiếng Kinh tại Trung Quốc hay tại Hoa Kỳ. Các phương ngữ này khác nhau chủ yếu ở ngữ âm, rồi đến từ vựng, cuối cùng là một chút khác biệt ngữ pháp.
Sự khác biệt về ngữ âm là nhiều nhất, nhưng có thể đoán được. Sự khác biệt về từ vựng có thể dẫn đến sự hiểu lầm nhiều nhất.

## Đặc điểm
Có những tổ hợp song âm khi tách ra dùng đơn lẻ thì phương ngữ Nam chọn yếu tố thứ nhất, còn phương ngữ Bắc chọn yếu tố thứ hai: dơ bẩn, đau ốm, lời lãi, bao bọc, mai mối, hư hỏng, dư thừa, kêu gọi, sợ hãi, hình ảnh, la mắng, bồng bế, hăm dọa... Ngược lại có những tổ hợp người miền Bắc chọn yếu tố đầu, người miền Nam chọn yếu tố sau: thóc lúa, giẫm đạp, đón rước (trong phương ngữ Bắc Bộ và Bắc Trung Bộ, rước mang nghĩa trang trọng), lừa gạt, sắc bén, lau chùi, thứ hạng, chăn mền, chậm trễ, tìm kiếm, vâng dạ, đùa giỡn, thuê mướn, mau lẹ, hung dữ, trêu chọc...
Nhiều từ vựng phương ngữ miền Nam có nguồn gốc từ bối cảnh sông nước, đặc điểm tự nhiên của miền Tây Nam Bộ, như: có giang, quá giang, anh em cọc chèo (phân biệt chèo lái, chèo kế, chèo mũi) chỉ anh em đồng hao ở ngoài Bắc, khẳm (chỉ thứ gì nhiều quá ví dụ khẳm tiền), chìm xuồng (chỉ vụ việc bị lãng quên), tới bến, xuống nước...

## Xu hướng
Trong bối cảnh giao lưu kinh tế, thương mại, văn hóa và thông tin phát triển mạnh mẽ như hiện nay, nhiều từ đầu tiên vốn là "đặc sản" của một vùng miền, bây giờ đã hòa nhập thành "tài sản" của chung ngôn ngữ toàn dân. Trong xu hướng này, các từ của tiếng Nam Bộ nhập vào tiếng Việt chung là biểu hiện rõ nhất: bột giặt, kem giặt (thay cho xà phòng bột, xà phòng kem), gạch bông, bông tai (gạch hoa, hoa tai), máy lạnh (điều hòa nhiệt độ), bà bầu (bà chửa), chỉ, cây (vàng) (đồng cân, lạng (vàng)), quậy (phá), nhậu nhẹt (ăn uống, bia rượu), lì xì (mừng tuổi), nước tương (xì dầu), nhà thuốc/ nhà sách (cửa hàng thuốc/ cửa hàng sách), v.v.

## Phương ngữ tiếng Việt ở Việt Nam

### Hệ thống phụ âm các vùng phương ngữ tiếng Việt
| Vị trí     | Chính tả | Vùng phương ngữ Bắc | Vùng phương ngữ Bắc | Vùng phương ngữ Trung | Vùng phương ngữ Trung  | Vùng phương ngữ Trung | Vùng phương ngữ Nam | Vùng phương ngữ Nam | Vùng phương ngữ Nam |
| Vị trí     | Chính tả | Hà Nội              | Hải Phòng (Phục Lễ) | Hà Tĩnh (Lộc Hà)[4]   | Quảng Bình (Phong Nha) | Huế[5][6]             | Quảng Nam[7][8]     | Bình Định[9][10]    | Sài Gòn             |
| ---------- | -------- | ------------------- | ------------------- | --------------------- | ---------------------- | --------------------- | ------------------- | ------------------- | ------------------- |
| Phụ âm đầu | x        | [s]                 | [s]                 | [s]                   | [s], [ɕ]               | [s]                   | [s]                 | [s]                 | [s]                 |
| Phụ âm đầu | s        | [s]                 | [ʂ]                 | [ʂ]                   | [ʂ]                    | [ʂ]                   | [ʂ]                 | [ʂ]                 | [ʂ]                 |
| Phụ âm đầu | ch       | [tɕ]                | /c/                 | [c]                   | [c]                    | [c]                   | [c]                 | [c]                 | [c]                 |
| Phụ âm đầu | tr       | [tɕ]                | /ʈ/                 | [ʈ]                   | [ʈ]                    | [ʈ]                   | [ʈ]                 | [ʈ]                 | [ʈ]                 |
| Phụ âm đầu | r        | [z]                 | [ʐ]                 | [ʐ]                   | [ʐ], [r]               | [r]                   | [r]                 | [r]                 | [r]                 |
| Phụ âm đầu | d        | [z]                 | [dʱ]                | [z], [dʱ]             | [ʑ], [ð]               | [j]                   | [j]                 | [j]                 | [j]                 |
| Phụ âm đầu | gi       | [z]                 | [z]                 | [z]                   | [ʑ], [ʝ], [c], [ʈ][11] | [j]                   | [j]                 | [j]                 | [j]                 |
| Phụ âm đầu | v [12]   | [v]                 | [v]                 | [v]                   | [v]                    | [v]                   | [v], [j]            | [v], [j]            | [j], [vj], [v]      |

### Bảng vần các vùng phương ngữ tiếng Việt
| Vị trí  | Chính tả    | Vùng phương ngữ Bắc | Vùng phương ngữ Trung     | Vùng phương ngữ Trung | Vùng phương ngữ Nam | Vùng phương ngữ Nam | Vùng phương ngữ Nam |
| Vị trí  | Chính tả    | Hà Nội              | Hà Tĩnh (Lộc Hà)[4]       | Huế[5][6]             | Quảng Nam[7]        | Bình Định[9]        | Sài Gòn             |
| ------- | ----------- | ------------------- | ------------------------- | --------------------- | ------------------- | ------------------- | ------------------- |
| Vận mẫu | -n, -t[13]  | [n], [t]            | [n], [t]                  | [ŋ], [k]              | [ŋ], [k]            | [ŋ], [k]            | [ŋ], [k]            |
| Vận mẫu | -ng, -c[14] | [ŋ], [k]            | [ŋ], [k]                  | [ŋ], [k]              | [ŋ], [k]            | [ŋ], [k]            | [ŋ], [k]            |
| Vận mẫu | on, ot      | [ɔn], [ɔt]          | [ɔn], [ɔt]                | [ɔŋ], [ɔk]            | [ɔŋ], [ɔk]          | [ɔŋ], [ɔk]          | [ɔŋ], [ɔk]          |
| Vận mẫu | oong, ooc   | [ɔŋ], [ɔk]          | [ɔŋ], [ɔk]                | [ɔŋ], [ɔk]            | [ɔŋ], [ɔk]          | [ɔŋ], [ɔk]          | [ɔŋ], [ɔk]          |
| Vận mẫu | ong, oc     | [ăwŋm], [ăwkp]      | [ɔŋ], [ɔk] / [ɔŋm], [ɔkp] | [ăwŋm], [ăwkp]        | [aŋ], [ak]          | [æŋm], [ækp]        | [ăwŋm], [ăwkp]      |
| Vận mẫu | ôn, ôt      | [on], [ot]          | [on], [ot]                | [oŋ], [ok]            | [oŋ], [ok]          | [oŋm], [okp]        | [oŋm], [okp]        |
| Vận mẫu | ôông, ôôc   | [oŋ], [ok]          | [oŋ], [ok]                | [oŋ], [ok]            | [oŋ], [ok]          | [oŋm], [okp]        | [oŋm], [okp]        |
| Vận mẫu | ông, ôc     | [ə̆wŋm], [ə̆wkp]      | [oŋ], [ok] / [oŋm], [okp] | [ăwŋm], [ăwkp]        | [ăwŋm], [ăwkp]      | [ɐŋm], [ɐkp]        | [ăwŋm], [ăwkp]      |
| Vận mẫu | un, ut      | [un], [ut]          | [un], [ut]                | [uŋ], [uk]            | [uŋ], [uk]          | [uŋ], [uk]          | [ʊwŋm], [ʊwkp]      |
| Vận mẫu | ung, uc     | [ʊwŋm], [ʊwkp]      | [uŋ], [uk] / [uŋm], [ukp] | [ʊwŋm], [ʊwkp]        | [ʊwŋm], [ʊwkp]      | [uŋ], [uk]          | [ʊwŋm], [ʊwkp]      |
| Vận mẫu | en, et      | [ɛn], [ɛt]          | [ɛn], [ɛt]                | [ɛŋ], [ɛk]            | [ɛŋ], [ɛk]          | [ɛŋ], [ɛk]          | [ɛŋ], [ɛk]          |
| Vận mẫu | eng, ec     | [ɛŋ], [ɛk]          | [ɛŋ], [ɛk]                | [ɛŋ], [ɛk]            | [ɛŋ], [ɛk]          | [ɛŋ], [ɛk]          | [ɛŋ], [ɛk]          |
| Vận mẫu | anh, ach    | [ăjŋ], [ăjk]        | [ɛɲ], [ɛc]                | [ăn], [ăt]            | [ăn], [ăt]          | [æn], [æt]          | [ăn], [ăt]          |
| Vận mẫu | ên, êt      | [en], [et]          | [en], [et]                | [en], [et]            | [eɲ], [ec]          | [ɤn, ɤt]            | [ən], [ət]          |
| Vận mẫu | ênh, êch    | [ə̆jŋ], [ə̆jk]        | [eɲ], [ec]                | [ən], [ət]            | [e:n], [e:t]        | [ɤn, ɤt]            | [ən], [ət]          |
| Vận mẫu | in, it      | [in], [it]          | [in], [it]                | [in], [it]            | [iɲ], [ic]          | [in], [it]          | [ɨn], [ɨt]          |
| Vận mẫu | inh, ich    | [iŋ], [ik]          | [iɲ], [ic]                | [ɨn], [ɨt]            | [ɨn], [ɨt]          | [ɨn], [ɨt]          | [ɨn], [ɨt]          |

#### Vùng phương ngữ Nam
| Chính tả | Nguyên âm hạt nhân | Phụ âm cuối (chung âm) | Phụ âm cuối (chung âm) | Phụ âm cuối (chung âm) | Phụ âm cuối (chung âm) | Phụ âm cuối (chung âm) | Phụ âm cuối (chung âm) |
| -------- | ------------------ | ---------------------- | ---------------------- | ---------------------- | ---------------------- | ---------------------- | ---------------------- |
| Chính tả | Nguyên âm hạt nhân | zero                   | -i, -y                 | -o, -u                 | -m, -p                 | -n, -t                 | -ng, -c, -nh, -ch      |
| Chính tả | Nguyên âm hạt nhân | /-zero/                | /-j/                   | /-w/                   | /-m, -p/               | /-n, -t/               | /-ŋ, -k/               |
| i        | /i/                | [i]                    | –                      | [iw]                   | [im, ip]               | [in, it]               | [ɨn, ɨt]               |
| ê        | /ɤ/                | [ɤ]                    | –                      | [iw]                   | [im, ip]               | [ɤn, ɤt]               | [ɤn, ɤt]               |
| e        | /ɛ/                | [ɛ]                    | –                      | [ɛw]                   | [ɛm, ɛp]               | [ɛŋ, ɛk]               | [æn, æt ]              |
| ư        | /ɯ/                | [ɯ]                    | [ɯ]                    | [ɯw]                   | –                      | [ɯŋ, ɯk]               | [ɯŋ, ɯk]               |
| ơ        | /ɤ/                | [ɤ]                    | [ɐj]                   | –                      | [om, op]               | [ɤŋ, ɤk]               | –                      |
| â        | /ɤ̆/                | –                      | [ɐj]                   | [ɐw]                   | [ɐm, ɐp]               | [ɐŋ, ɐk]               | [ɐŋ, ɐk]               |
| a        | /a/                | [æ ]                   | [æj]                   | [æw]                   | [æm, æp]               | [æŋ, æk]               | [æŋ, æk]               |
| ă        | /ă/                | –                      | [æj]                   | [æw]                   | [æm, æp]               | [æŋ, æk]               | [æŋ, æk]               |
| u        | /u/                | [u]                    | [uj]                   | –                      | [ɯm, ɯp]               | [uŋ, uk]               | [uŋ, uk]               |
| ô        | /o/                | [o]                    | [ɐw]                   | –                      | [om, op]               | [oŋm, okp]             | [ɐŋm, ɐkp]             |
| o        | /ɔ/                | [ɐ ]                   | [oj]                   | –                      | [om, op]               | [ɔŋ, ɔk]               | [æŋm, ækp]             |
| ia, iê   | /iɤ/               | [iɤ]                   | –                      | [iw]                   | [im, ip]               | [iɤŋ, iɤk]             | [iɤŋ, iɤk]             |
| ưa, ươ   | /ɯɤ/               | [ɯɤ]                   | [ɯ]                    | [ɯw]                   | [ɯm, ɯp]               | [ɯɤŋ, ɯɤk]             | [ɯɤŋ, ɯɤk]             |
| ua, uô   | /uɤ/               | [uɤ]                   | [uj]                   | –                      | [ɯm, ɯp]               | [uɤŋ, uɤk]             | [uɤŋ, uɤk]             |

^ Notes: 
- Vần inh, ich, ênh, êch, anh, ach trong phương ngữ Bình Định giống như các phương ngữ miền Nam khác khi nguyên âm ngắn dòng trước /i, e, ɛ/ nhích về phía giữa (centralization) thành các nguyên âm dòng giữa [ɨ, ɤ, æ] trong khi phụ âm theo sau biểu hiện như phụ âm chân răng [n, t].
- Âm /ɤ̆/ â biến đổi [ɐ] trong mọi hoàn cảnh âm vị. Trong khi, /a, ă/ a, ă mất phân biệt trường độ cùng biến đổi thành nguyên âm đơn có âm sắc mới trong hệ thống [æ]. Hệ quả vần âng, âc [ɐŋ, ɐk], ang, ac, ăng, ăc [æŋ, æk] phân biệt với ông, ôc [ɐŋm, ɐkp] và ong, oc [æŋm, ækp] chỉ bằng nét môi hóa phụ âm cuối.
- Vần ươi, ưi /ɯɤj, ɯj/ rụng âm cuối /ɯ:, ɯ/ và mất phân biệt trường độ thành [ɯ]. Thí dụ trái bưởi như trái bử, người ta như ngừ ta.
- Vần ôi /oj/ rụng âm cuối và nguyên âm đôi hóa [ɐw]. Thí dụ bà nội như bà nậu, rồi như rầu.

| Chính tả | Nguyên âm hạt nhân | Phụ âm cuối (chung âm) | Phụ âm cuối (chung âm) | Phụ âm cuối (chung âm) | Phụ âm cuối (chung âm) | Phụ âm cuối (chung âm) | Phụ âm cuối (chung âm) |
| -------- | ------------------ | ---------------------- | ---------------------- | ---------------------- | ---------------------- | ---------------------- | ---------------------- |
| Chính tả | Nguyên âm hạt nhân | zero                   | -i, -y                 | -o, -u                 | -m, -p                 | -n, -t                 | -ng, -c, -nh, -ch      |
| Chính tả | Nguyên âm hạt nhân | /-zero/                | /-j/                   | /-w/                   | /-m, -p/               | /-n, -t/               | /-ŋ, -k/               |
| i        | /i/                | [i:]                   | –                      | [i:w]                  | [i:m, i:p]             | [iɲ, ic]               | [ɯn, ɯt]               |
| ê        | /ɤ/                | [e:]                   | –                      | [ew]                   | [em, ep]               | [eɲ, ec]               | [e:n, e:t]             |
| e        | /ɛ/                | [ɛ:]                   | –                      | [ew]                   | [em, ep]               | [ɛŋ, ɛk]               | [an, at ]              |
| ư        | /ɯ/                | [ɯ:]                   | [ɯ:j]                  | [ɯ:w]                  | –                      | [ɯŋ, ɯk]               | [ɯŋ, ɯk]               |
| ơ        | /ɤ/                | [ɤ:]                   | [ɤ:j]                  | –                      | [ɤ:m, ɤ:p]             | [ɤ:ŋ, ɤ:k]             | –                      |
| â        | /ɤ̆/                | –                      | [a:j]                  | [a:w]                  | [am, ap]               | [aŋ, ak]               | [aŋ, ak]               |
| a        | /a/                | [ɑ ]                   | [ɯə]                   | [o:]                   | [ɑm, ɑp]               | [ɑŋ, ɑk]               | [ɑŋ, ɑk]               |
| ă        | /ă/                | –                      | [a:]                   | [a:]                   | [a:m, a:p]             | [ɛŋ, ɛk]               | [ɛŋ, ɛk]               |
| u        | /u/                | [u:]                   | [u:j]                  | –                      | [ɯm, ɯp]               | [u:ŋ, u:k]             | [uŋm, ukp]             |
| ô        | /o/                | [o:]                   | [o:j]                  | –                      | [ɤ:m, ɤ:p]             | [o:ŋ, o:k]             | [ɔŋm, ɔkp ]            |
| o        | /ɔ/                | [ɔ]                    | [uə]                   | –                      | [o:m, o:p]             | [ɔŋ ]                  | [a:ŋ, a:k ]            |
| ia, iê   | /iɤ/               | [iə]                   | –                      | [i:w]                  | [i:m, i:p]             | [i:ŋ, i:k]             | [i:ŋ, i:k]             |
| ưa, ươ   | /ɯɤ/               | [ɯə]                   | [ɯəj]                  | [ɯ:w]                  | [ɯ:m, ɯ:p]             | [ɯ:ŋ, ɯ:k]             | [ɯ:ŋ, ɯ:k]             |
| ua, uô   | /uɤ/               | [uə]                   | [u:j]                  | –                      | [u:m, u:p]             | [u:ŋ, u:k]             | [uŋ, uk]               |

^ Notes: 
- Vần inh, ich, ênh, êch, anh, ach trong phương ngữ Quảng Nam đang xét giống như các phương ngữ miền Nam khác (từ Huế trở vô) khi nguyên âm ngắn dòng trước /i, ɛ/ nhích về phía giữa thành các nguyên âm dòng giữa [ɯ, a], ngoại trừ /e/ [e:]; trong khi phụ âm theo sau biểu hiện như phụ âm chân răng [n, t].
- Vần in, it, ên, êt [iɲ, ic, eɲ, ec] được cho một phát âm cổ còn lưu dấu lại và tương đồng với một số phương ngữ Mường hiện nay, lên [leɲ], đến [ɗeɲ].

### Bảng so sánh cácđại từđược sử dụng tại các vùng phương ngữ tiếng Việt
| Phương ngữ Bắc | Phương ngữ Trung | Phương ngữ Nam   |
| -------------- | --- | ---------------- |
| này            | ni, nì, này | nè, nầy, rày     |
| thế này        | ri này (Thanh Nghệ Tĩnh) ri nì (Bình Trị Thiên) ri nè (Đà Nẵng, Quảng Nam)                                                 | vầy, như vầy     |
| ấy             | nớ, tê | đó               |
| thế, thế ấy    | rứa, rứa tề, rứa nạ | dị, dị đó        |
| kia            | tê | đó               |
| kìa            | tề | đó               |
| đâu            | mô | đâu              |
| nào            | mồ | nào              |
| sao, thế nào   | răng | sao              |
| tôi            | tôi, tui | tui, tôi         |
| tao            | tau (Thanh Nghệ Tĩnh Bình Trị Thiên) ta (Đà Nẵng, Quảng Nam)                                                               | tao              |
| chúng tôi      | bọn tui (Thanh Nghệ Tĩnh) bọn tui, tụi tui (Bình Trị Thiên)                                                                | tụi tui          |
| chúng tao      | choa, bọn choa, bọn tau (Thanh Nghệ Tĩnh) tụi tau, bọn tau, bọn choa (Bình Trị Thiên) ta, bọn ta (Đà Nẵng, Quảng Nam)      | tụi tao          |
| mày            | mi | mày              |
| chúng mày      | bây, bọn mi, bọn bây (Thanh Nghệ Tĩnh) tụi mi, tụi bây, bọn bây (Bình Trị Thiên) bọn mi, bọn bây (Đà Nẵng, Quảng Nam)      | tụi mày, tụi bây |
| nó             | hắn | nó               |
| chúng nó       | bọn hắn, bọn nớ, quân nớ (Thanh Nghệ Tĩnh), tụi nớ, bọn nớ, tụi hắn (Bình Trị Thiên) bọn hắn, tụi hắn (Đà Nẵng, Quảng Nam) | tụi nó           |
| ông ấy         | ông nớ | ổng              |
| bà ấy          | bà nớ (Đà Nẵng, Quảng Nam), mụ nớ, mệ nớ (Nghệ Tĩnh Bình Trị Thiên)                                                        | bả               |
| cô ấy          | dì nớ, o nớ (Nghệ Tĩnh Bình Trị Thiên)                                                                                     | cổ               |
| chị ấy         | chị nớ ả nớ (Nghệ Tĩnh Bình Trị)                                                                                           | chỉ              |
| anh ấy         | anh nớ | ảnh              |